# Synopeas mangiferae
Synopeas mangiferae är en stekelart som beskrevs av Austin 1984. Synopeas mangiferae ingår i släktet Synopeas och familjen gallmyggesteklar. Inga underarter finns listade i Catalogue of Life.